# تایلر هایتس (ویرجینیای غربی)
تایلر هایتس، ویرجینیای غربی (به انگلیسی: Tyler Heights, West Virginia) یک منطقهٔ مسکونی در ایالات متحده آمریکا است که در شهرستان کاناوا، ویرجینیای غربی واقع شده‌است.

## خصوصیات
تایلر هایقتس ۲۱۰٫۰۱ متر بالاتر از سطح دریا واقع شده‌است.